# جون روس (سياسي أسترالي)
جون روس (بالإنجليزية: John Ross)‏ هو سياسي أسترالي، ولد في 17 أكتوبر 1940 في ملبورن في أستراليا، وتوفي بنفس المكان في 6 سبتمبر 2003. انتخب عضو المجلس التشريعي الفيكتوري عن دائرة Higinbotham Province ‏ (30 مارس 1996 – 29 نوفمبر 2002).